# 이기숙
이기숙(1922년 ~ 2008년 9월 14일)은 대한민국의 무용가이다. 중요무형문화재 제6호 ‘통영오광대’ 예능보유자이다.
1968년부터 오정두로부터 통영오광대를 배웠고 1975년 예능보유자로 인정되었다.